# 林奈扇蟹属
林奈扇蟹属（学名：Linnaeoxantho）为林奈扇蟹科的一个属。

## 下属物种
本属包括以下物种：
- 刺足林奈扇蟹 Linnaeoxantho acanthomerus (Rathbun, 1911)